# Josef Veith
Josef Veith (16. října 1811 Rejchartice – 18. prosince 1894 Šumperk) byl rakouský politik německé národnosti z Moravy; poslanec Moravského zemského sněmu.

## Biografie
Působil jako držitel dědičné rychty v Rejcharticích (Raigersdorf) v okrese Šumperk, kterou převzal po otci roku 1834 a na které vykonával až do správních reforem roku 1848 funkci rychtáře. Pak byl až do roku 1867 obecním starostou a ještě v 80. letech zasedal v obecním výboru. Dlouhodobě byl předsedou místní školní rady. Jako zemědělec se podílel na rozvoji rostlinné výroby, ovocnářství nebo lesnictví v regionu.
V 70. letech se zapojil i do vysoké politiky. V doplňovacích zemských volbách 1. září 1874 byl zvolen na Moravský zemský sněm, za kurii venkovských obcí, obvod Šumperk, Vízenberk, Staré Město, Štíty. Mandát zde obhájil v řádných zemských volbách roku 1878 a zemských volbách roku 1884. V roce 1874 se uvádí jako ústavověrný kandidát (tzv. Ústavní strana, liberálně a centralisticky orientovaná). Mezi ústavověrné je řazen i ve volbách roku 1878 a 1884.
Zemřel v prosinci 1894 v Šumperku v domě čp. 70. Příčinou úmrtí byl marasmus.